# روجر نوردستراند
روجر نوردستراند (بالسويدية: Roger Nordstrand)‏ هو لاعب كرة قدم سويدي في مركز مهاجم ‏، ولد في 20 مايو 1973. لعب مع نادي أورغريته ونادي بران ونادي هالمستاد.